# Xã Honey Creek, Quận Crawford, Illinois
Xã Honey Creek (tiếng Anh: Honey Creek Township) là một xã thuộc quận Crawford, tiểu bang Illinois, Hoa Kỳ. Năm 2010, dân số của xã này là 1.563 người.